# دین لوینگتون
دین لوینگتون (انگلیسی: Dean Lewington؛ زادهٔ ۱۸ مهٔ ۱۹۸۴) بازیکن فوتبال اهل بریتانیا است.
از باشگاه‌هایی که در آن بازی کرده‌است می‌توان به باشگاه فوتبال میلتون کینز دونز و باشگاه فوتبال ویمبلدون اشاره کرد.